# Villa Carpegna
La Villa Carpegna est une villa de Rome située Piazzale di Villa Carpegna. Elle est située à l'intérieur d'un parc de 7 hectares.

## Histoire
En 1684, le cardinal Gaspare Carpegna a acquis une parcelle de terrain avec une vigne et un casino hors de la Porta San Pancrazio. La rénovation du casino a été effectuée pour le cardinal, quelques années plus tard, par Giovanni Antonio De Rossi, qui a également conçu le jardin, avec un nymphée et des fontaines. 
Le casino est de forme rectangulaire avec deux tourelles. Gaspare a en tête un modèle de type Villa York - Baldinotti, qui était en train de se construire à proximité dans ces années-là. Des fresques ont été découvertes au premier étage lors de la restauration de 1985.
Au XIXe siècle, la villa est passée aux Falconieri qui ont ajouté au Casino un coin salon avec des peintures de style pompéien et des décors en trompe-l'œil. En 1902, la villa fut achetée par la baronne hollandaise Caterina von Scheyns, qui a ajouté une mosaïque au sol et des peintures à motifs végétaux dans le hall d'entrée . Elle a fait de la villa un centre de mondanité, avec, parmi les invités, le futur pape Jean XXIII. En 1937, la propriété a été divisée entre différents collèges religieux.
La municipalité de Rome a acquis la villa en 1978 et l'a fait restaurer. Entre 1998 et 2000 elle a réorganisé le Casino nobile, qui abrite aujourd'hui la Quadriennale de Rome.

## Fontaines
Il y a trois fontaines à la Villa Carpegna : la fontaine ronde, la fontaine sous-le-Bèlvédere, et celle de la Tasse.

## Galerie

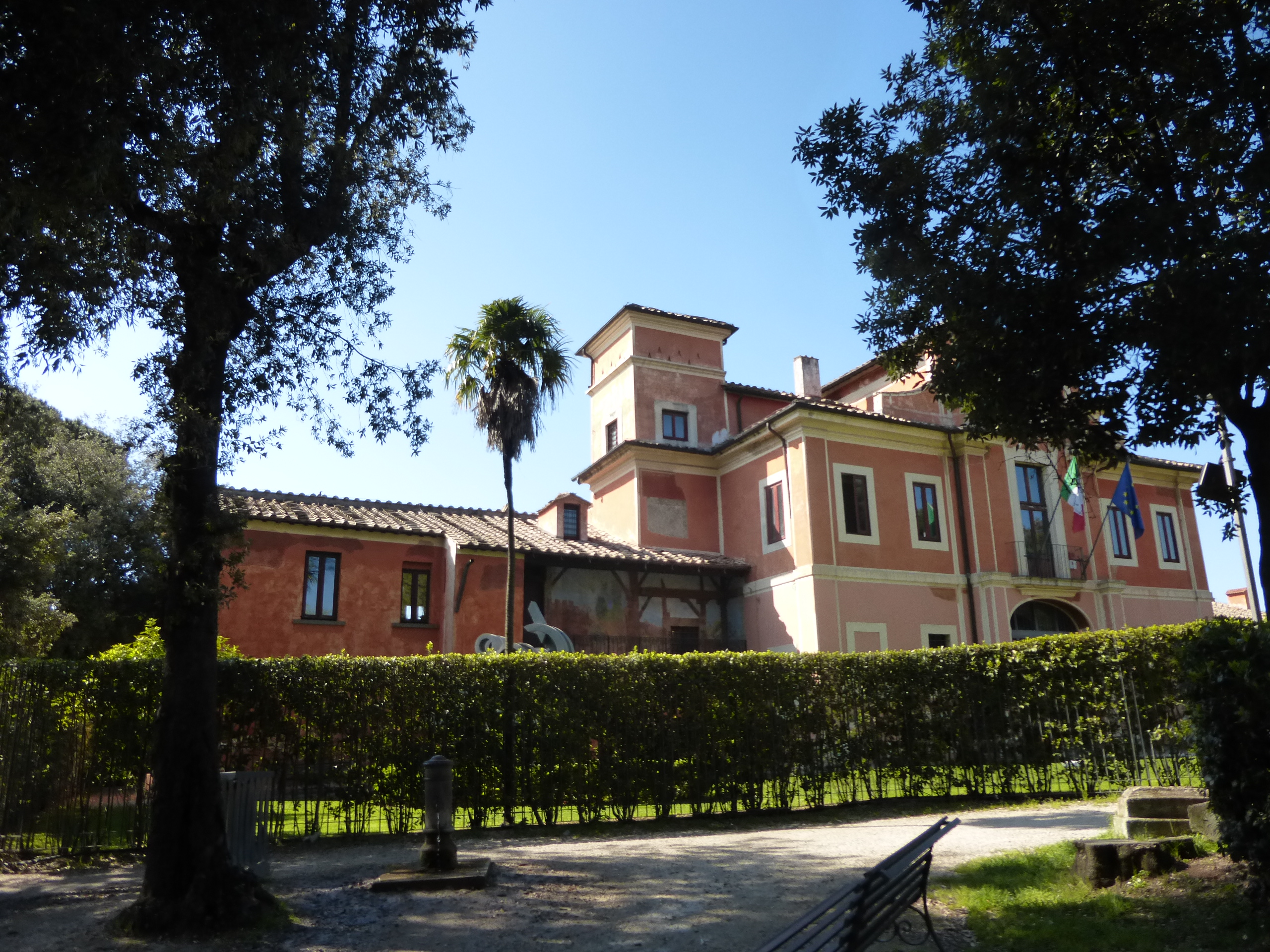
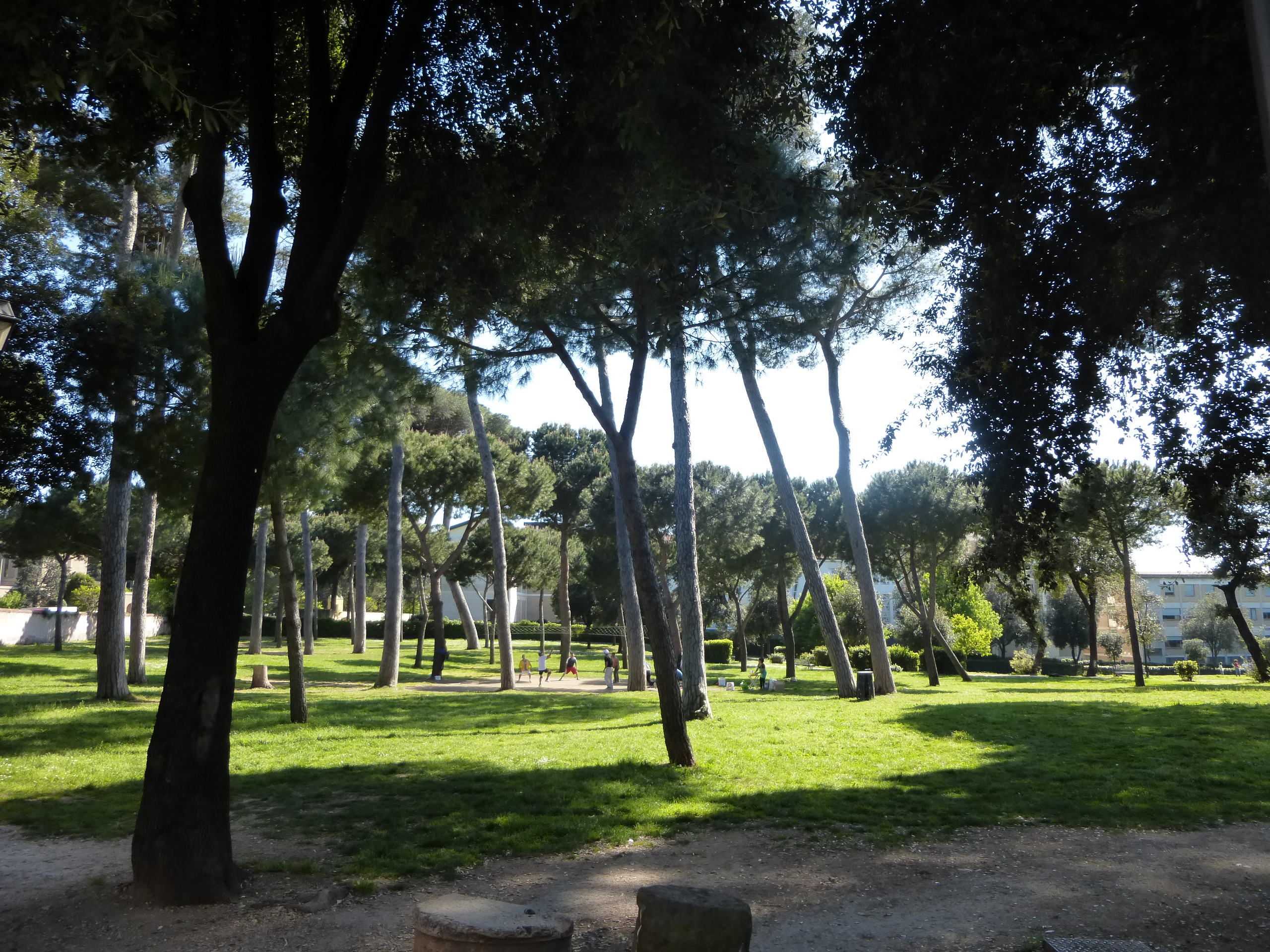
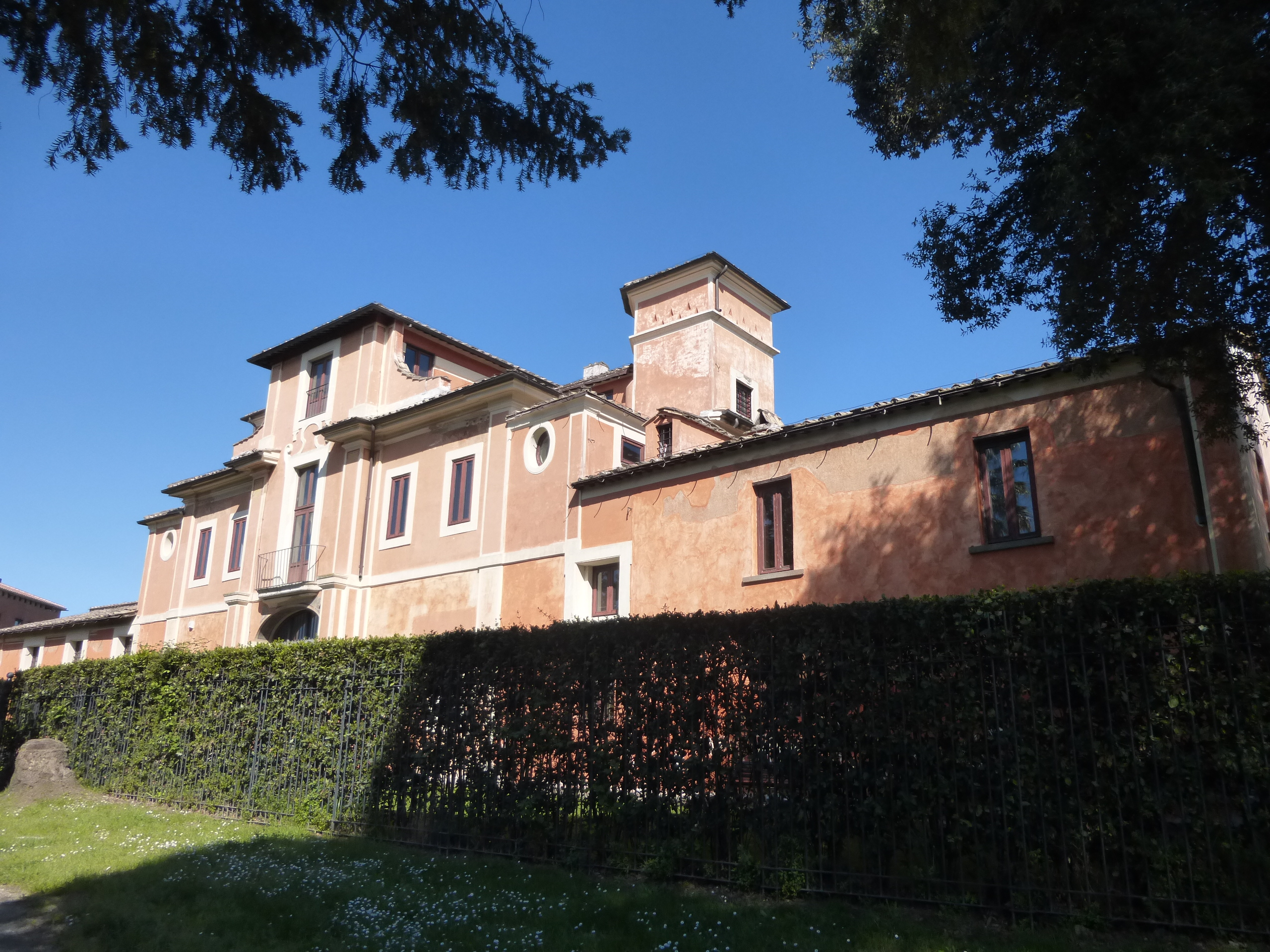
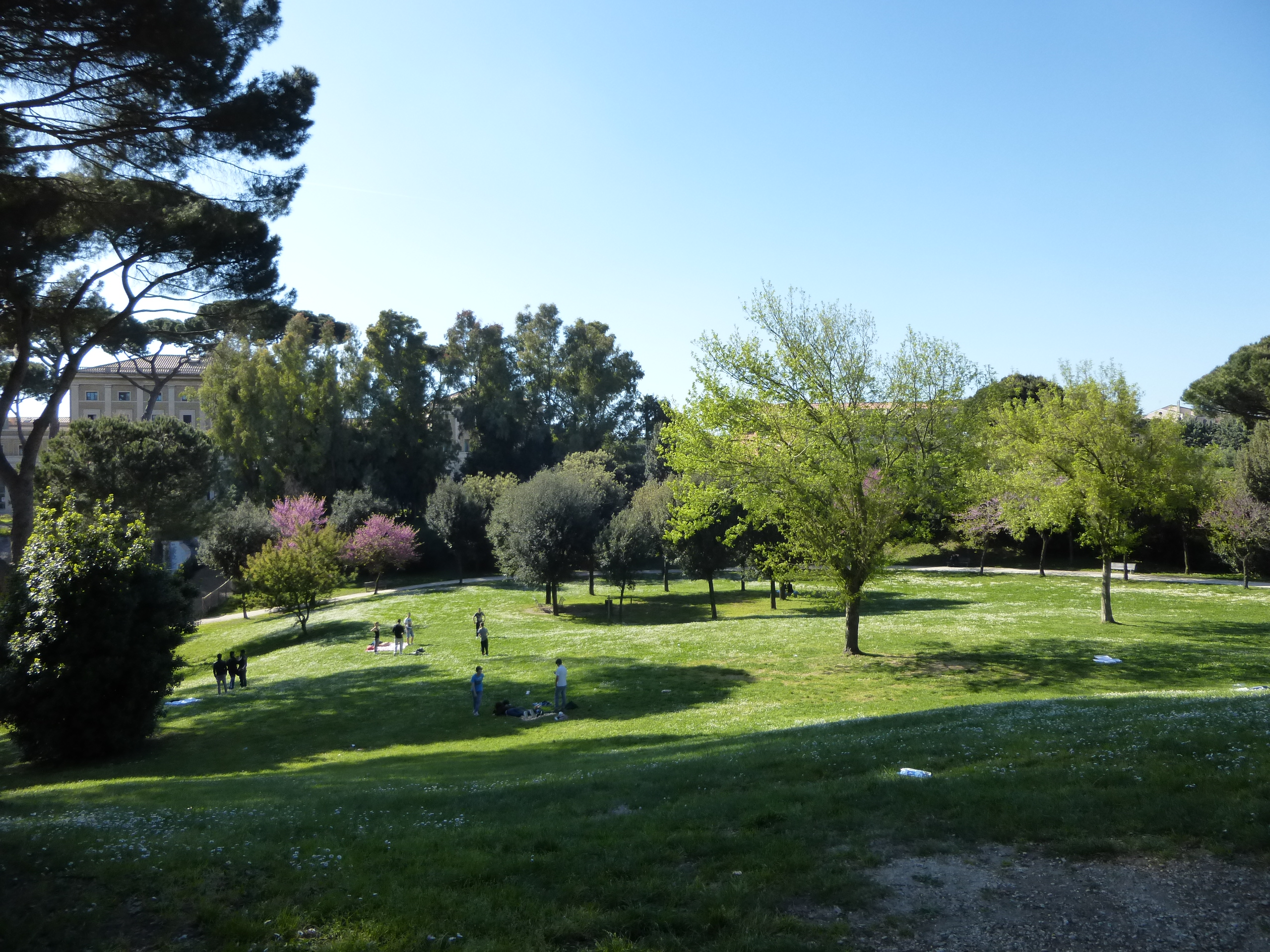
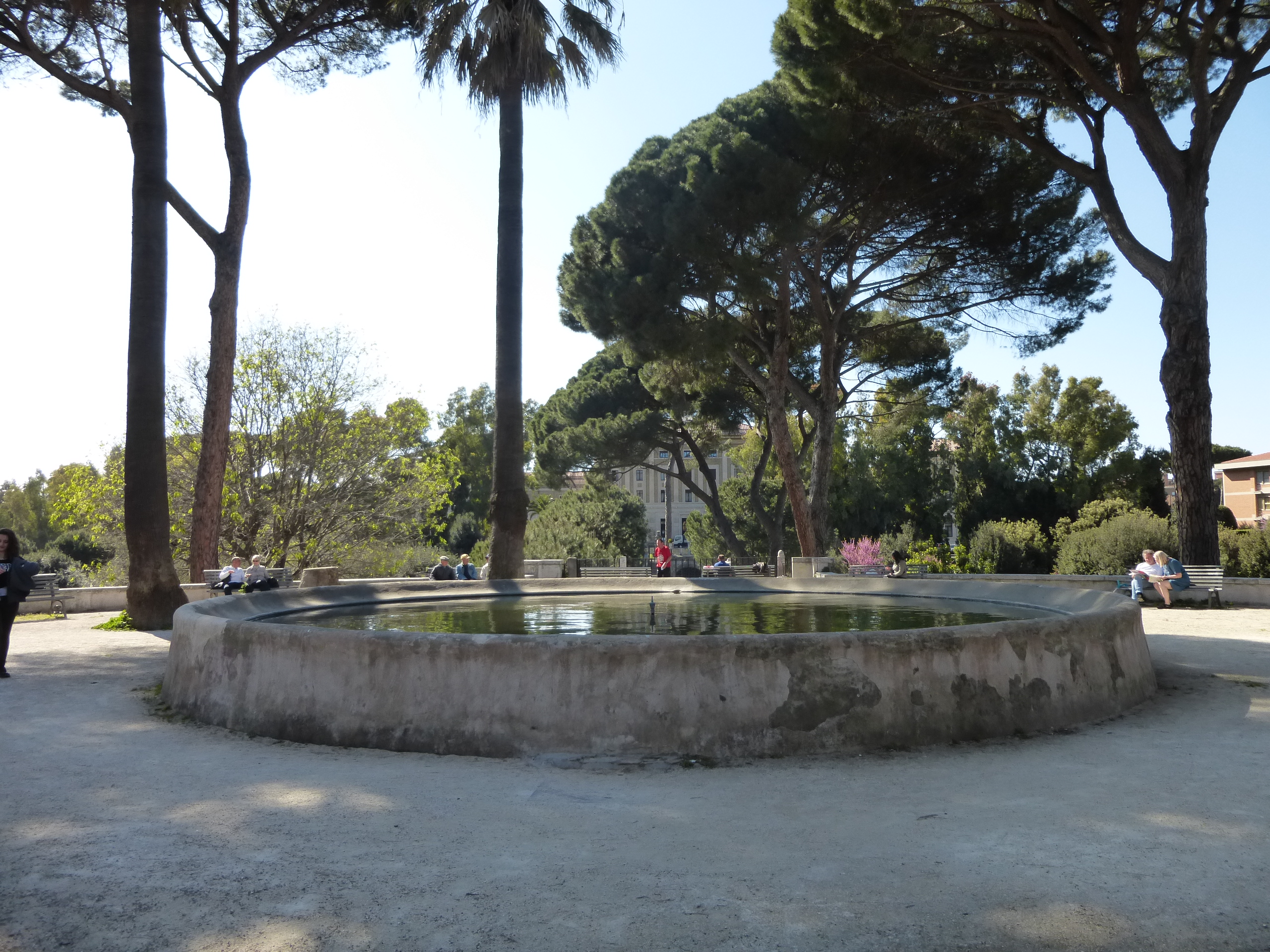